# Władysław Moes
 (mai 2019).
Si vous disposez d'ouvrages ou d'articles de référence ou si vous connaissez des sites web de qualité traitant du thème abordé ici, merci de compléter l'article en donnant les références utiles à sa vérifiabilité et en les liant à la section « Notes et références ».
Władysław Gerard Jan Nepomuk Marya Moes, né le 17 novembre 1900 et mort le 17 décembre 1986, est un aristocrate polonais.
Il aurait inspiré le personnage de Tadzio dans le roman de Thomas Mann La Mort à Venise.

## Biographie

### Jeunesse
Il naquit dans le palais de Moes près de Wierbka, dans le sud de la Pologne. Il était le deuxième fils des six enfants d'Aleksander Juliusz Moes (1856-1928), grand propriétaire foncier, propriétaire d'usine et philanthrope, et de sa femme Janina Miączyńska (1869-1946), dont la famille portait les armoiries Suchekomnaty. Il était également le petit-fils de Christian August Moes (1810-1872), un important industriel polonais d'origine néerlandaise.
En mai 1911, sur les conseils de médecins, il passa les vacances de printemps avec sa famille au Lido de Venise, séjournant au Grand Hôtel des Bains. C’est là qu’il attira l'attention de l'écrivain allemand Thomas Mann dont il fut la source d’inspiration pour Tadzio, un personnage de son roman Mort à Venise, publié en 1912.
Katia Mann rappelait que l'idée de son mari pour l'histoire lui était venue lors de vacances passées au Grand Hôtel des Bains en 1911 :
« Tous les détails de l'histoire… sont tirés de l'expérience… C’est le tout premier jour, dans la salle à manger, que nous avons vu cette famille polonaise, qui ressemblait exactement à la description qu’a faite mon mari : les filles étaient habillées avec une certaine raideur, une certaine sévérité, tandis que le garçon, d’une beauté vraiment charmante et qui avait environ 13 ans, portait un costume de marin avec un col ouvert et de très jolis lacets. Immédiatement il a attiré l'attention de mon mari. Sa beauté était extraordinaire et mon mari ne cessait de le regarder avec ses compagnons sur la plage. Il ne l'a pas poursuivi tout à travers Venise — ça, il ne l'a pas fait — mais ce garçon l'a fasciné, et il a souvent repensé à lui ».
Ce sont des précepteurs privés qui donnèrent son éducation au jeune garçon qui par la suite étudia au lycée Saint-Stanislaus à Varsovie. En 1920, il se porta volontaire comme uhlan dans la guerre soviéto-polonaise. Plus tard, il dirigea à Udórz un grand domaine et une ferme équestre qu'il avait hérités de son père, décédé en 1928.

### Age mûr et dernières années
Il épousa en 1935 Anna Belina-Brzozowska (1911-1978), une fille noble dont la famille portait les armoiries Belina. Ils eurent deux enfants, Aleksander (1936-1955) et Maria (née en 1946). Il est aussi l’oncle de Jerzy Moes, acteur polonais au cinéma et à la télévision.
En 1939, après l’invasion de la Pologne par l’Allemagne, il fut fait prisonnier à la bataille de la Bzura et envoyé dans un Oflag où il passa près de six ans. Le régime communiste instauré en Pologne en 1945 lui confisqua la totalité de ses biens. Il fut obligé de gagner sa vie essentiellement comme traducteur et travailla à l’ambassade d’Iran à Varsovie.
En 1964, il donna une interview à Andrzej Dołegowski, le traducteur en polonais des œuvres de Thomas Mann, interview publiée en août 1965 dans le magazine allemand Twen ; il y révélait que c’était lui qui avait inspiré à l’écrivain le personnage de Tadzio dans Mort à Venise : « C’est moi ce garçon ! Oui, à Venise alors on m’appelait Adzio ou parfois Władzio... Mais dans l’histoire je m’appelle Tadzio… C’est ainsi que le Maître l’avait compris… Dans l’histoire j’ai retrouvé tout décrit exactement, jusqu’à mes vêtements, ma façon de me comporter - bonne ou mauvaise - et les blagues grossières que je faisais avec mon ami sur le sable. On me considérait comme un enfant très beau et les femmes m’admiraient et m’embrassaient quand je marchais le long de la promenade. Certaines d’entre elles faisaient de moi des dessins et même des peintures. Mais dans mes souvenirs, tout cela me paraissait sans importance. J’avais ces manières enfantines que montrent les enfants gâtés de trop bonne heure. Dans Mort à Venise, l’intrigue est bien mieux racontée que je n’aurais jamais pu le faire moi-même. L’écrivain a dû être très impressionné par mes vêtements originaux et il les a décrits sans laisser échapper un seul détail : un costume en lin rayé et un nœud papillon rouge ainsi que ma veste bleue préférée avec ses boutons dorés ».
Durant les dernières années de sa vie, il séjournait souvent en France avec sa fille Maria. Il mourut à Varsovie et fut enterré dans la concession de la famille Moes dans le cimetière sur la colline Saint-Pierre à Pilica, dans le sud de la Pologne.